# 錢玉
錢玉（1443年—1502年），字德輝，四川重慶府涪州人，民籍，治《易經》，年三十歲中式成化八年壬辰科第三甲第五十七名進士。三月初五日生，行一，曾祖錢富二；祖錢茂，吏目；父錢廣；母景氏。具慶下，妻張氏，弟珠；玟。由州學生中式四川鄉試第四十三名舉人，會試中式第五十五名。